# Cocalzinho de Goiás
Cocalzinho de Goiás é um município brasileiro do estado de Goiás. Sua população estimada em 2022 foi de 25.016 habitantes.

## História
O município deve ao cimento a sua própria fundação. Para atender à forte demanda criada pela construção da nova capital do país, Brasília, uma fábrica da Votorantim foi instalada em 1961 na zona rural de Corumbá de Goiás, cidade goiana do ciclo do ouro. Ali desenvolveu-se um distrito, que mais tarde em 3 de julho de 1990, obteria sua emancipação. Nos tempos áureos, a fábrica teve cerca de 600 funcionários e utilizava plenamente a capacidade para produzir 300 mil toneladas de cimento por ano até quando foi fechada em 1997. Em 2008, com o bom momento da economia, a fábrica foi reaberta. O município é servido por vários rios: Corumbá, Areias, Oliveira Costa e Verde. Nele também está localizada parte do Parque Estadual da Serra dos Pireneus, a maior serra da Bacia Amazônica e do Rio Paraná.